# Gobierno Calvo-Sotelo
El gobierno de Leopoldo Calvo-Sotelo fue el Gobierno de España entre febrero de 1981 y diciembre de 1982. Leopoldo Calvo-Sotelo fue investido presidente del Gobierno por el Congreso de los Diputados después de que Adolfo Suárez dimitiera en la i legislatura de España.
El Gobierno cesó el 28 de octubre de 1982 por la celebración de las elecciones generales. Continuó en funciones hasta el 3 de diciembre de 1982, día en que tomó posesión el primer Gobierno de González.

## Historia
El 29 de enero de 1981 Adolfo Suárez dimitió como presidente del Gobierno. La Unión de Centro Democrático propuso a Leopoldo Calvo-Sotelo para sustituir a Suárez al frente del Gobierno. En la segunda votación de la investidura en el Congreso de los Diputados se produjo el intento fallido de golpe de Estado del 23F. El 25 de febrero se repitió la votación y Calvo-Sotelo fue investido presidente del Gobierno. Ese mismo día se formalizó la dimisión de Adolfo Suárez mediante su publicación en el Boletín Oficial del Estado. El 26 de febrero Leopoldo Calvo-Sotelo juró el cargo de presidente del Gobierno ante el rey Juan Carlos I. El 27 de febrero todos los ministros tomaron posesión del cargo.
El 1 de septiembre de 1981 se produjo la primera remodelación del gabinete de Calvo-Sotelo.
El 2 de diciembre de 1981 se produjo la segunda remodelación. Se recuperaron dos Vicepresidencias, el Ministerio de Agricultura pasó a denominarse de Agricultura, Pesca y Alimentación y volvió a nombrarse Ministro Adjunto al Presidente.
El 30 de julio de 1982 se produjo la tercera remodelación, quedando una sola Vicepresidencia del Gobierno.
El 13 de septiembre de 1982 se produjo la cuarta remodelación: José Luis García Ferrero fue nombrado Ministro de Agricultura, Pesca y Alimentación.
El Gobierno cesó el 28 de octubre de 1982 por la celebración de las elecciones generales. Continuó en funciones hasta el 3 de diciembre de 1982, día en que tomó posesión el primer Gobierno de González.

## Composición
| Partido político |  | Unión de Centro Democrático (UCD) |

| Gobierno de Calvo-Sotelo (1981-1982)                                                                                                |                                                        |                                                                       |         |
| Cargo | Titular                                                | Titular                                                               | Titular |
| Presidente |                                                        | Leopoldo Calvo-Sotelo y Bustelo                                       |         |
| Vicepresidente primero |                                                        | Rodolfo Martín Villa (dic. 1981-jul. 1982)                            |         |
| Vicepresidente primero | Juan Antonio García Díez (jul. 1982-dic. 1982)         |                                                                       |         |
| Vicepresidente segundo |                                                        | Juan Antonio García Díez (dic. 1981-jul. 1982)                        |         |
| Asuntos Exteriores |                                                        | José Pedro Pérez-Llorca y Rodrigo                                     |         |
| Justicia Notario Mayor del Reino |                                                        | Francisco Fernández Ordóñez (feb. 1981-sep. 1981)                     |         |
| Justicia Notario Mayor del Reino | Pío Cabanillas Gallas (sep. 1981-dic. 1982)            |                                                                       |         |
| Defensa |                                                        | Alberto Oliart Saussol                                                |         |
| Hacienda |                                                        | Jaime García Añoveros                                                 |         |
| Interior |                                                        | Juan José Rosón Pérez                                                 |         |
| Obras Públicas y Urbanismo |                                                        | Luis Ortiz González                                                   |         |
| Educación y Universidades e Investigación (feb. 1981-dic. 1981) Educación y Ciencia (dic. 1981-dic. 1982)                           |                                                        | Juan Antonio Ortega y Díaz-Ambrona (feb. 1981-dic. 1981)              |         |
| Educación y Universidades e Investigación (feb. 1981-dic. 1981) Educación y Ciencia (dic. 1981-dic. 1982)                           | Federico Mayor Zaragoza (dic. 1981-dic. 1982)          |                                                                       |         |
| Trabajo, Sanidad y Seguridad Social (feb. 1981-dic. 1981) Trabajo y Seguridad Social (dic. 1981-dic. 1982)                          |                                                        | Jesús Sancho Rof (feb. 1981-dic. 1981)                                |         |
| Trabajo, Sanidad y Seguridad Social (feb. 1981-dic. 1981) Trabajo y Seguridad Social (dic. 1981-dic. 1982)                          | Santiago Rodríguez-Miranda (dic. 1981-dic. 1982)       |                                                                       |         |
| Industria y Energía |                                                        | Ignacio Bayón Mariné                                                  |         |
| Agricultura (feb. 1981-may. 1981) Agricultura y Pesca (may. 1981-dic. 1981) Agricultura, Pesca y Alimentación (dic. 1981-dic. 1982) |                                                        | Jaime Lamo de Espinosa y Michels de Champourcin (feb. 1981-dic. 1981) |         |
| Agricultura (feb. 1981-may. 1981) Agricultura y Pesca (may. 1981-dic. 1981) Agricultura, Pesca y Alimentación (dic. 1981-dic. 1982) | José Luis Álvarez Álvarez (dic. 1981-sep. 1982)        |                                                                       |         |
| Agricultura (feb. 1981-may. 1981) Agricultura y Pesca (may. 1981-dic. 1981) Agricultura, Pesca y Alimentación (dic. 1981-dic. 1982) | José Luis García Ferrero (sep. 1982-dic. 1982)         |                                                                       |         |
| Sanidad y Consumo (dic. 1981-dic. 1982)                                                                                             |                                                        | Manuel Núñez Perez (dic. 1981-dic. 1982)                              |         |
| Presidencia Secretario del Consejo de Ministros                                                                                     |                                                        | Pío Cabanillas Gallas (feb. 1981-dic. 1981)                           |         |
| Presidencia Secretario del Consejo de Ministros                                                                                     | Matías Rodríguez Inciarte (dic. 1981-dic. 1982)        |                                                                       |         |
| Economía y Comercio |                                                        | Juan Antonio García Díez                                              |         |
| Transportes, Turismo y Comunicaciones                                                                                               |                                                        | José Luis Álvarez Álvarez (feb. 1981-dic. 1981)                       |         |
| Transportes, Turismo y Comunicaciones                                                                                               | Luis Gámir Casares (dic. 1981-dic. 1982)               |                                                                       |         |
| Cultura |                                                        | Íñigo Cavero Lataillade (feb. 1981-dic. 1981)                         |         |
| Cultura | Soledad Becerril Bustamante (dic. 1981-dic. 1982)      |                                                                       |         |
| Administración Territorial |                                                        | Rodolfo Martín Villa (feb. 1981-dic. 1981)                            |         |
| Administración Territorial | Rafael Arias Salgado (dic. 1981-jul. 1982)             |                                                                       |         |
| Administración Territorial | Luis Manuel Cosculluela Montaner (jul. 1982-dic. 1982) |                                                                       |         |
| Adjunto al presidente, sin cartera                                                                                                  |                                                        | Jaime Lamo de Espinosa y Michels de Champourcín (dic. 1981-jul. 1982) |         |